# Товарні гроші

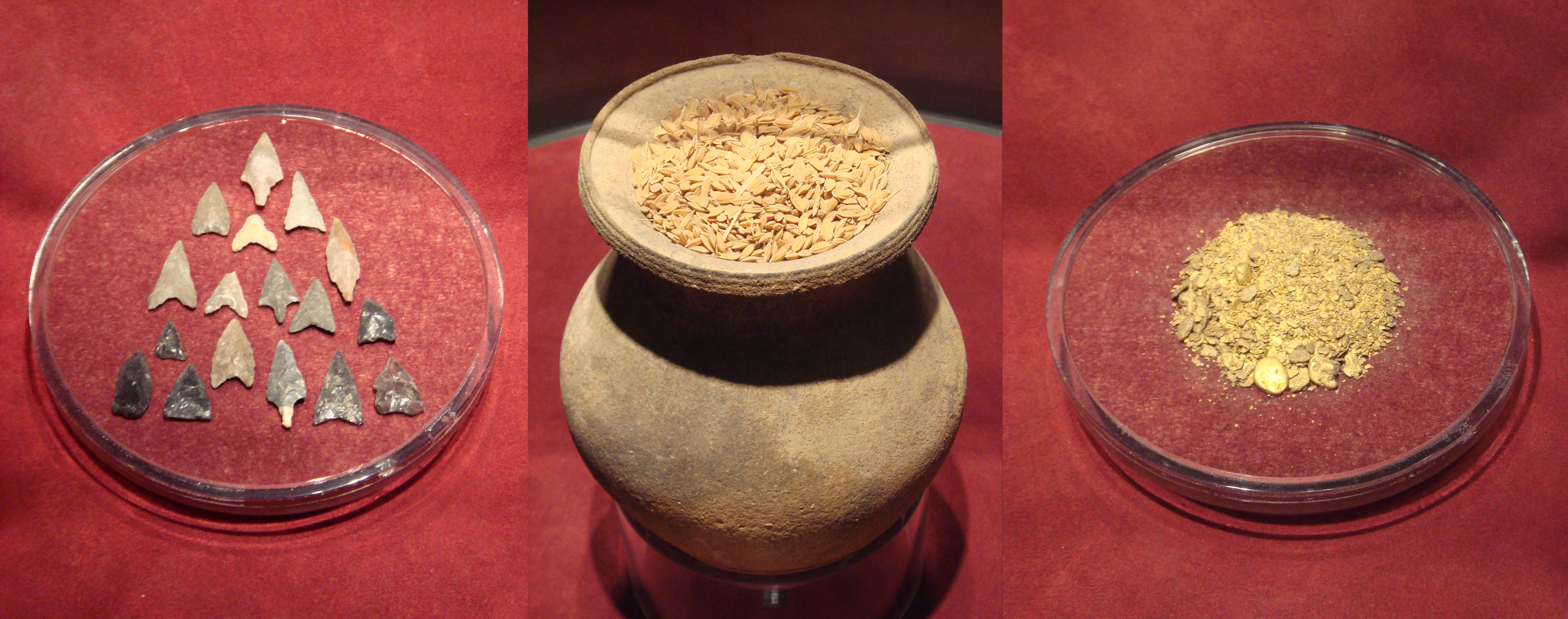
Товарні гроші Японії до VIII ст.: наконечники стріл, рис, золото

Това́рні гро́ші (англ. Commodity money) — це різновид грошей, чия вартість визначається вартістю сировини (товару), з якого вони зроблені. Тобто предмети, які можна безпосередньо використовувати, проте одночасно вони виступають і як еквівалент вартості інших товарів. Купівельна спроможність товарних грошей ґрунтується на вартості, властивій конкретному товару, який виступає в ролі грошей.
Виділяють такі види товарних грошей:
- Анімалістичні — до них включають тварин та вироби з них (худоба, раковини, хутра)
- Гілоїстичні — знаряддя праці та корисні копалини.
- Вегетабилістичні — рослини та їхні плоди.
- Металеві — вартість металу (в основному, золота та срібла).

У різних регіонах світу використовували як гроші різні речі (товарні гроші):
- на островах Океанії і у низки племен індіанців Південної Америки грошима служили мушлі і перлини;
- у Новій Зеландії як гроші використовувалися камені з отворами в середині;
- у багатьох країнах як гроші використовували худобу, хутра та шкури тварин, ці форми грошей були найдревнішими й поширеними;
- на Русі, крім того, могли використовуватися соляні бруски.

Товарні гроші, як правило, порівнюються з фіатними грошима.

## Аспекти
Товарні гроші слід відрізняти від представницьких грошей, які є сертифікатом або жетоном, який можна обміняти на основний товар, але лише за допомогою формального процесу. Ключовою особливістю товарних грошей є те, що вартість безпосередньо сприймається їх користувачами, які визнають корисність або красу жетонів як товару самі по собі. Оскільки оплата товаром зазвичай забезпечує корисний товар, товарні гроші подібні до бартеру, але відрізняються від нього тим, що мають єдину визнану одиницю обміну. Редфорд (1945) описав створення товарних грошей у таборах військовополонених.
Люди залишали там зайвий одяг, туалетне приладдя та їжу, поки їх не продавали за фіксованою ціною в сигаретах. Приймався продаж тільки сигаретами – бартеру не було [...] З продуктів харчування в магазині були невеликі запаси для зручності; капітал було надано позикою від оптового магазину сигарет Червоного Хреста та погашено невеликою комісією, отриманою з перших угод. Таким чином сигарети досягли свого найповнішого статусу валюти, і ринок був майже повністю об'єднаний.
Редфорд задокументував, як ця «сигаретна валюта» підкорялася закону Грешема, інфляції та, особливо, дефляції.
В іншому прикладі, у в’язницях США після того, як куріння було заборонено приблизно в 2003 році, товарні гроші в багатьох місцях перейшли на контейнери з рибним філе скумбрії, які мають досить стандартну вартість і їх легко зберігати. Їх можна обміняти на багато послуг у в'язницях, де валюта заборонена.

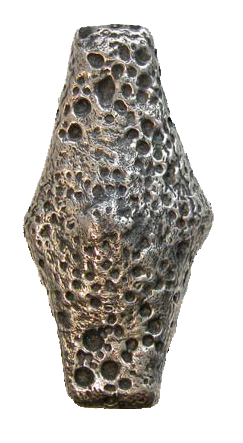
Київська гривня, XI-XIII ст.

### Метали
У металевих валютах державний монетний двір карбуватиме гроші, розміщуючи позначку на металевих жетонах, як правило, золотих або срібних, що служить гарантією їх ваги та чистоти. Випускаючи цю монету за номінальною вартістю, вищою за її вартість, уряд отримує прибуток, відомий як сеньйораж.
Роль монетного двору та монети різна між товарними та фіатними грошима. У товарних грошах монета зберігає свою вартість, якщо її розплавити та фізично змінити, тоді як з фіатними грошами цього не відбувається. Зазвичай вартість фіатних грошей падає, якщо монету конвертувати в метал, але в деяких випадках вартість металів у фіатних грошах може зрости до значень, вищих за номінальну вартість монети. В Індії, наприклад, фіатні рупії зникли з ринку після 2007 року, коли вміст нержавіючої сталі в них став більшим, ніж фіат або номінал монет. У США вартість металу в пенні (97,5% цинку з 1982 року, 95% міді в 1982 році та раніше) і нікелі (75% міді, 25% нікелю) має вартість, близьку, а іноді й більшу, до номінальної вартості монети.

## Історія

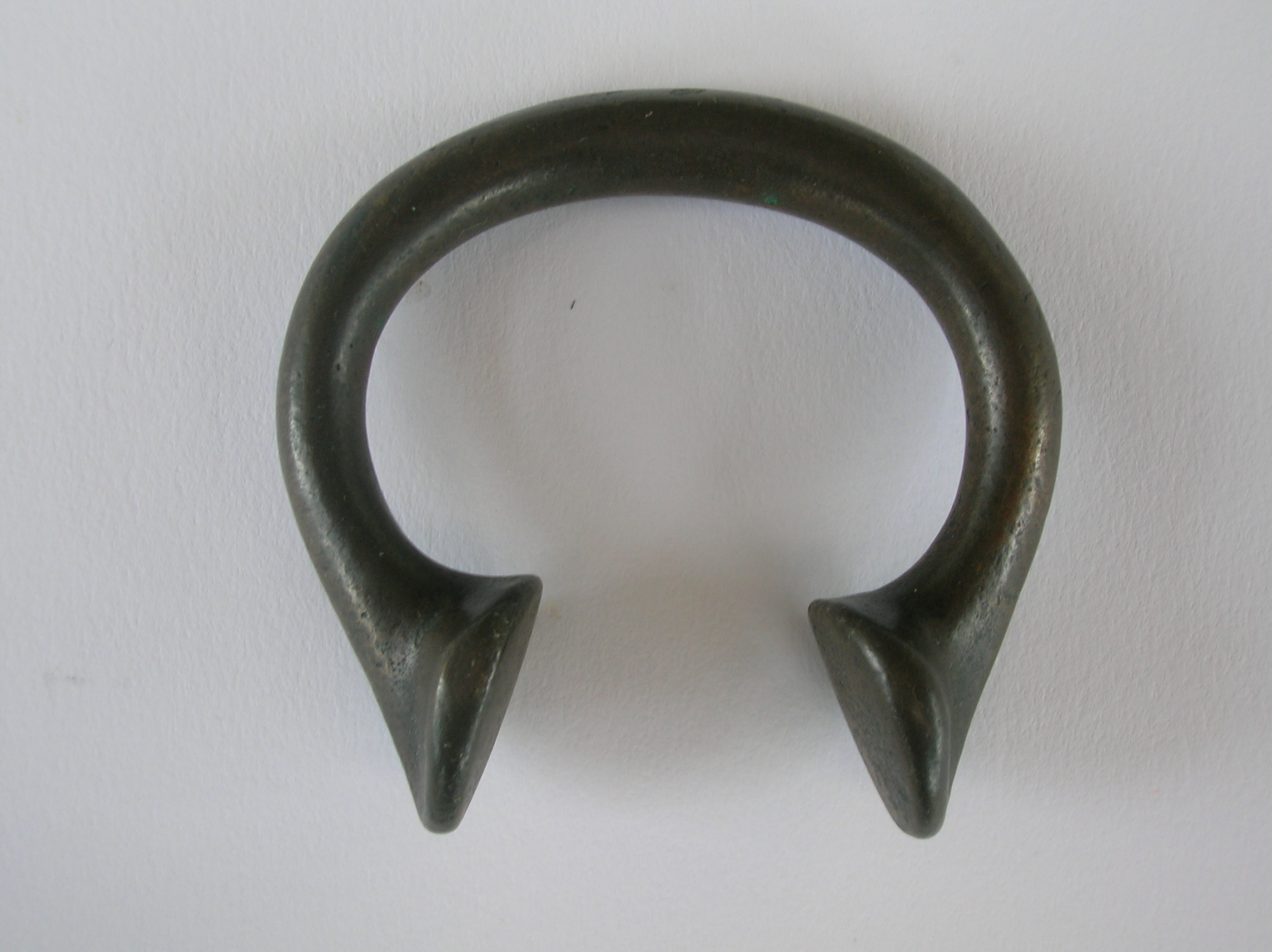
Бронзовий окпохо або манілья, традиційний грошовий товар у Західній Африці до 1940-х років.

### Давньоруська гривна
В Київській Русі з XI століття в обігу були київські гривни шестикутної форми, вагою близько 140—160 г, що служили одиницею платежу та засобом накопичення. Найбільше значення в грошовому обігу на Русі мали новгородські гривни. Перехідною від київської до новгородської була чернігівська гривня (по формі близька до київської, а по вазі — до новгородської).

### Америка, Канада
Товарні гроші часто виникають у ситуаціях, коли інші форми грошей недоступні або їм не довіряють, й це соціальні норми. У дореволюційній Америці використовувалися різні товари, включно з вампумом (черепашками), кукурудзою (кукурудзою), залізними цвяхами, шкурами бобрів і тютюном.
У Канаді, де Компанія Гудзонової затоки та інші компанії, що займаються торгівлею хутром, контролювали більшу частину країни, торговці хутром швидко зрозуміли, що золото та срібло не цікавлять представників корінних народів Канади. Їм потрібні були такі речі, як металеві ножі та сокири. Замість того, щоб використовувати бартерну систему, торговці хутром встановили шкуру бобра як стандартну валюту та створили прайс-лист на товари:
- 5 фунтів цукру коштують 1 шкурку бобра
- 2 ножиці коштують 1 шкуру бобра
- 20 рибальських гачків коштують 1 шкурку бобра
- 1 пара взуття коштує 1 шкурку бобра
- 1 рушниця коштувала 12 шкур бобра

Хутро інших тварин також можна було конвертувати в шкури бобра за стандартним курсом, тому це створило життєздатну валюту в економіці, де дорогоцінні метали не цінувалися.
Довгий час після того, як золоті монети стали рідкістю в торгівлі, сховище золота Форт-Нокс у Сполучених Штатах функціонувало як теоретична підтримка для Федерального резерву. Між 1933 і 1970 роками (коли США офіційно вийшли з золотого стандарту) один долар США технічно коштував рівно 1/35 тройської унції (889 мг) золота. Проте фактична торгівля золотими злитками як дорогоцінним металом у Сполучених Штатах була заборонена після 1933 року з явною метою запобігання «накопичуванню» приватного золота в період економічної депресії, коли державна політика вимагала максимального обігу грошей. Це був досить типовий перехід від товарних до представницьких грошей до фіксованих грошей, коли люди, які торгують іншими товарами, були змушені торгувати золотом, потім отримувати паперові гроші, які нібито були такими ж хорошими, як золото, і, нарешті, статутну валюту, яку підтримував державний орган і соціальні уявлення про цінність.
Сигарети та бензин використовувалися як форма товарних грошей у деяких частинах Європи, включаючи Німеччину, Францію та Бельгію, одразу після Другої світової війни. Вони й надалі використовувалися як валюта в охоплених війною регіонах, де не вистачало звичайних благ і монетарний колапс, як-от під час облоги Сараєво в 1993 році або в окупованому Росією Херсоні в 2022 році.

## Функції

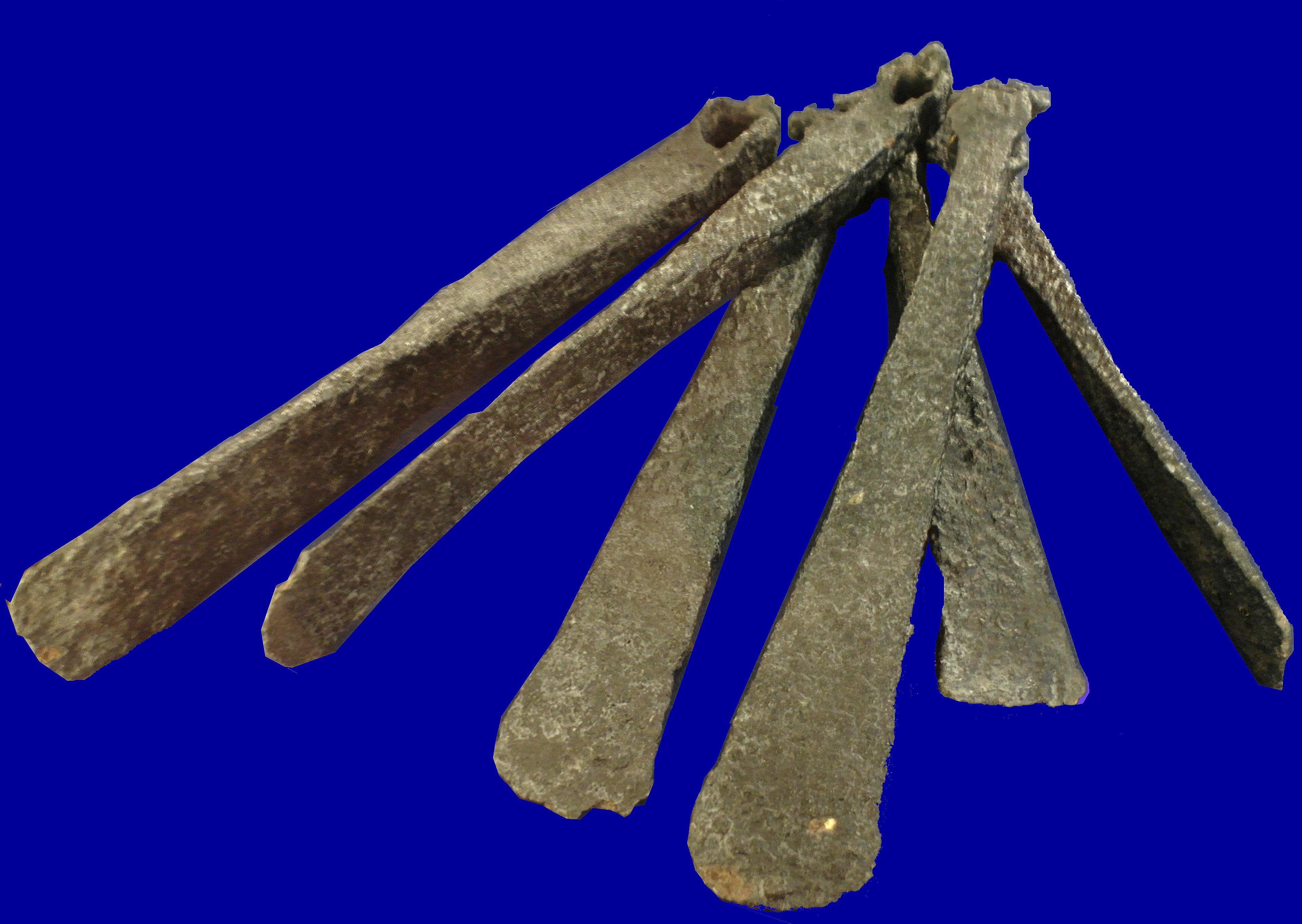
Сокироподібні гривни (товарні гроші) з Костковіце, Польща, IX-X ст. н.е.

Хоча такі зерна, як ячмінь, історично використовувалися у відносинах торгівлі та бартеру (Месопотамія близько 3000 р. до н. е.), вони можуть бути незручними як засіб обміну або стандарт відстрочки платежу через транспортування та зберігання та можливе псування. Золото або інші метали іноді використовуються в ціновій системі як довговічне, легко накопичене запас вартості (демередж).
Використання бартерних методів із використанням товарних грошей може датуватися принаймні 100 000 років тому. Торгівля червоною охрою засвідчена в Свазіленді, ювелірні вироби з черепашок у формі нанизаних намистин також датуються цим періодом і мали основні атрибути, необхідні для товарних грошей.
В основі організації виробництва та розподілу благ (ринкова економіка) серед населення знаходяться традиції, ієрархічні відносини, співпраця громад. Відносини взаємності та/або перерозподілу створюють добровільний обмін.
Міста-держави Шумеру розвинули торгівлю та ринкову економіку, яка спочатку базувалася на товарних грошах шекелів, які були певною мірою ваги ячменю, тоді як вавилоняни та їхні сусіди-міста-держави пізніше розробили найдавнішу систему економіки з використанням метрики. різноманітних товарів, що було закріплено в правовому кодексі.
Через кілька століть після винаходу клинопису використання писемності розширилося за межі боргових/платіжних свідоцтв та інвентарних списків до кодифікованих сум товарних грошей, які використовуються в договірному праві, наприклад при купівлі власності та сплаті юридичних штрафів.

## Питання законності платіжного засобу
Сьогодні номінальна вартість фіатних монет і монет із недорогоцінних металів встановлюється державним указом, і лише ця вартість має бути юридично прийнята як оплата боргу в юрисдикції уряду, який оголошує монету законним платіжним засобом. Вартість дорогоцінного металу в монеті може надавати їй іншу вартість, але вона змінюється з часом. Вартість металу є предметом двосторонньої угоди, як і у випадку з чистими металами або товарами, які не були монетизовані жодним урядом. Як приклад, золоті та срібні монети з інших країн, які не входять до США, спеціально звільнені згідно із законодавством США як законний платіжний засіб для сплати боргів у Сполучених Штатах, тому продавець, який відмовляється прийняти їх, не може бути пред’явлений до суду. платник, який пропонує їм погасити борг. Однак ніщо не заважає досягти таких домовленостей, якщо обидві сторони погоджуються щодо вартості монет.